# Электролит
Электроли́т — вещество, которое проводит электрический ток вследствие диссоциации на ионы, что происходит в растворах и расплавах, или движения ионов в кристаллических решётках твёрдых электролитов. Примерами электролитов могут служить кислоты, соли, основания и некоторые кристаллы (например, иодид серебра, диоксид циркония). Электролиты — проводники второго рода, вещества, электропроводность которых обусловлена подвижностью положительно или отрицательно заряженных ионов.

## Степень диссоциации
Процесс распада молекул в растворе или расплаве электролита на ионы называется электролитической диссоциацией. Одновременно в электролите протекают процессы ассоциации ионов в молекулы. При неизменных внешних условиях (температура, концентрация и др.) устанавливается динамическое равновесие между распадами и ассоциациями. Поэтому в электролитах диссоциирована определённая доля молекул вещества. Для количественной характеристики электролитической диссоциации было введено понятие степени диссоциации.

## Классификация
Исходя из степени диссоциации все электролиты делятся на две группы:
1. Сильные электролиты — электролиты, степень диссоциации которых в растворах равна единице (то есть диссоциируют полностью) и не зависит от концентрации раствора. Сюда относятся подавляющее большинство солей, щелочей, а также некоторые кислоты (сильные кислоты, такие как HCl, HBr, HI, HNO3, H2SO4).
2. Слабые электролиты — степень диссоциации меньше единицы (то есть диссоциируют не полностью) и уменьшается с ростом концентрации. К ним относят воду, ряд кислот (слабые кислоты, такие как HF), основания p-, d- и f-элементов.

Между этими двумя группами чёткой границы нет, одно и то же вещество может в одном растворителе проявлять свойства сильного электролита, а в другом — слабого.

## Использование термина

### В естественных науках
Термин электролит широко используется в биологии и медицине. Чаще всего подразумевают водный раствор, содержащий те или иные ионы (напр., «всасывание электролитов» в кишечнике).

### В технике
Слово электролит широко используется в науке и технике, в разных отраслях оно может иметь различающийся смысл.

#### В электрохимии
Многокомпонентный раствор для электроосаждения металлов, а также травления и др. (технический термин, например электролит золочения).

#### В источниках тока
Электролиты являются важной частью химических источников тока: гальванических элементов и аккумуляторов. Электролит участвует в химических реакциях окисления и восстановления с электродами, благодаря чему возникает ЭДС. В источниках тока электролит может находиться в жидком состоянии (обычно это водный раствор) или загущённым до состояния геля.

#### Электролитический конденсатор
В электролитических конденсаторах в качестве одной из обкладок используется электролит. В качестве второй обкладки — металлическая фольга (алюминий) или пористый, спечённый из металлических порошков блок (тантал, ниобий). Диэлектриком в таких конденсаторах служит слой оксида самого металла, формируемый химическими методами на поверхности металлической обкладки.
Конденсаторы данного типа, в отличие от других типов, обладают несколькими отличительными особенностями:
- высокая объёмная и весовая удельная ёмкость;
- требование к полярности подключения в цепях постоянного напряжения. Несоблюдение полярности вызывает бурное вскипание электролита, приводящее к механическому разрушению корпуса конденсатора (взрыву);
- значительные утечки и зависимость электрической ёмкости от температуры;
- ограниченный сверху диапазон рабочих частот (типовые значения сотни кГц — десятки МГц в зависимости от номинальной ёмкости и технологии).

### Активности в электролитах
Химический потенциал для отдельного i-го иона имеет вид: {\displaystyle \mu _{i}=\mu _{i}^{0}+RTlna_{i},} где {\displaystyle a_{i}} - активность i-го иона в растворе.
Для электролита в целом имеем:
{\displaystyle \mu _{el}=\sum _{i}v_{i}\mu _{i}=v_{+}\mu _{M^{+}}+v_{-}\mu _{A^{-}}=v_{+}(\mu _{+}^{0}+RTlna_{M^{+}})+v_{-}(\mu _{-}^{0}+RTlna_{A^{-}})=}
{\displaystyle =(v_{+}\mu _{+}^{0}+v_{-}\mu _{-}^{0})+RTln(a_{M^{+}}^{v^{-}}\cdot a_{A^{-}}^{v^{-}})=\mu _{0}+RTlna,} где {\displaystyle a} - активность электролита; {\displaystyle v_{i}} - стехиометрические числа.
Таким образом, имеем:
{\displaystyle a=a_{+}^{v^{+}}\cdot a_{-}^{v^{-}}.}
Усредненная активность иона равна:
{\displaystyle a_{\pm }=\left[a_{+}^{v^{+}}\cdot a_{-}^{v^{-}}\right]^{\frac {1}{v_{+}+v_{-}}}.}
Для одно-одновалентного электролита {\displaystyle v_{+}=v_{-}=1} и {\displaystyle a_{\pm }={\sqrt {a_{+}\cdot a_{-}}},}  то есть {\displaystyle a_{\pm }} является средним геометрическим активностей отдельных ионов.
Для добавления растворов электролитов принято пользоваться моляльной (m) концентрацией (для разбавленных водных растворов m (в моль/кг) численно близка к с (молярной концентрации, в моль/л)). Значит, {\displaystyle a_{i}=\gamma _{i}m_{i},} где {\displaystyle \gamma _{i}} - коэффициент активности i-го иона.